# Вирус Добрава-Белград
Вирус Добрава-Белград (англ. Dobrava-Belgrade orthohantavirus, ранее Dobrava-Belgrade virus) относится к семейству Hantaviridae порядка Bunyavirales. Распространён в странах бывшей Югославии, включая Словению. Вирус является причиной заболевания, известного как геморрагическая лихорадка с почечным синдромом. Кроме того, вспышки вируса зафиксированы на территории Эстонии, Чехии и других стран Восточной Европы.

## История изучения
Впервые вирус был обнаружен в желтогорлой мыши, которую поймали рядом с деревней Добрава в Югославии в 1992 году. Поиск носителя вируса начали после того, как в окрестностях было зафиксировано несколько случаев геморрагической лихорадки. После проведения исследования с использованием полимеразной цепной реакции было определено, что геном вновь обнаруженного вируса имеет около 41,7 % общего с остальными хантавирусами. В 2017 году в связи с выделением порядка Bunyavirales и ревизией рода Hantavirus научное название вида изменено, как и у большинства других относящихся к порядку таксонов.

## Переносчики
В зависимости от географического положения, переносчиком вируса могут быть разные виды грызунов. Точно известно, что естественным резервуаром могут служить желтогорлая мышь, полевая мышь и кавказская мышь (Apodemus ponticus).